# بوگو

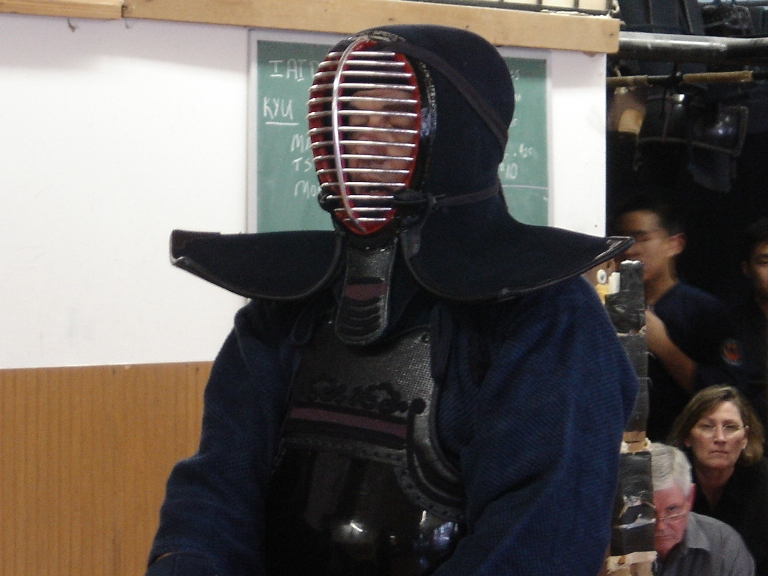
بوگو در وضعیت پوشیده شده

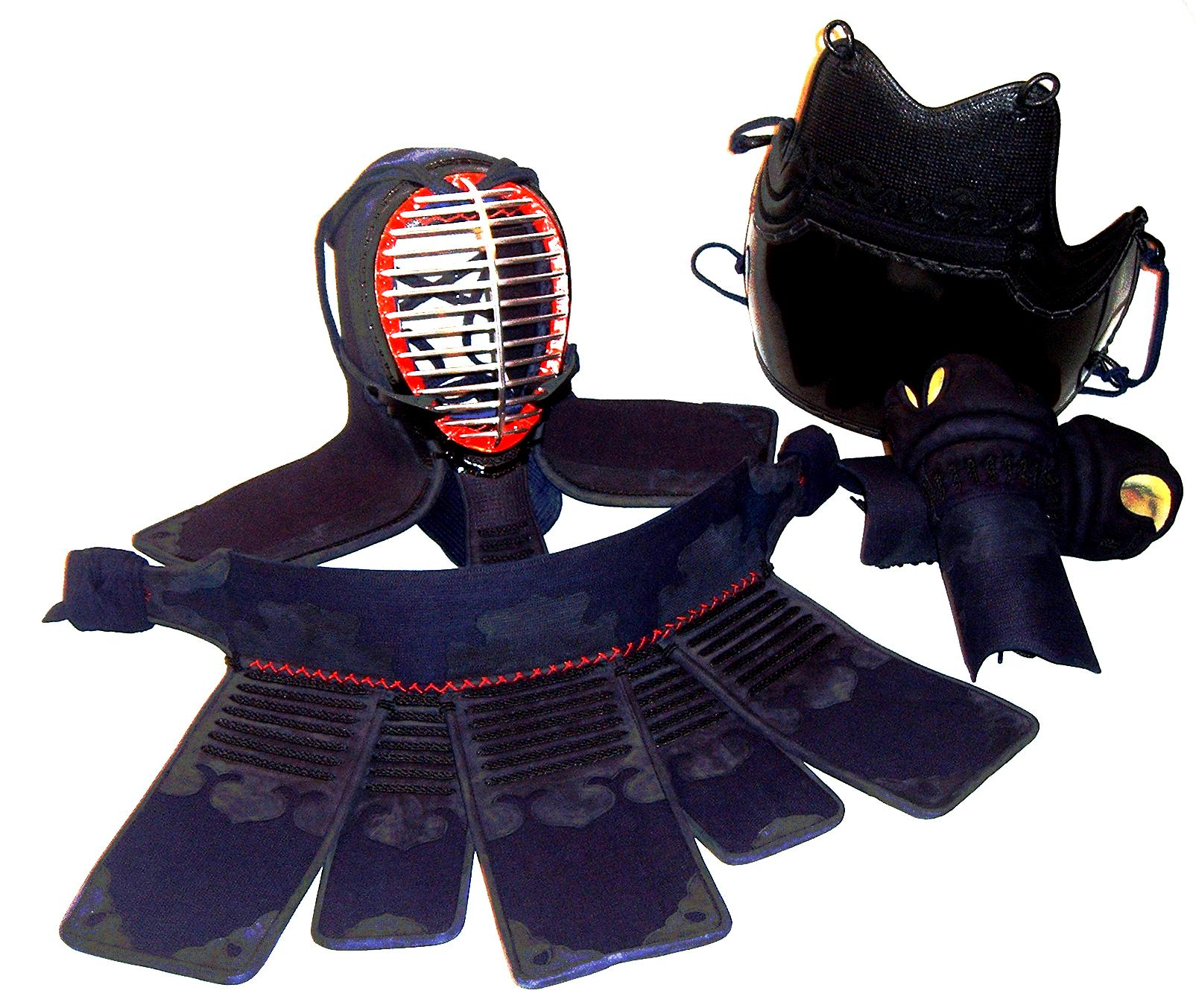
تجهیزات بوگو بطور مجزا

بوگو (به ژاپنی: 防具) نام پوشش زرهی محافظ ورزشکاران رشته‌های رزمی کندو و ناگیناتا است.
بوگو عموماً از قسمت‌های زیر تشکیل گردیده است:
- من: (面): حفاظ سر
- دو: (胴): محافظ قسمت میانی بالای بدن (بالا تنه)
- کوته: (小手): محافظ دست و مچ و ساعد
- تاره: (垂れ): محافظ قسمت‌های میانی پایین بدن (پایین تنه)
- سونه آته: (脛当て): مخصوص رشته ناگیناتا